# Лондон после поноћи
Лондон после поноћи (енгл. London After Midnight) амерички је изгубљени црно-бели неми хорор филм из 1927. године, од редитеља Тода Браунинга и продуцента Ирвинга Талберга, са Лоном Чејнијем, Марселин Деј, Конрад Наџел, Поли Моран и Клодом Кингом у главним улогама. Сценарио је написао Валдемар Јанг по причи Тода Браунинга, Хипнотичар.
Последња позната копија филма уништена је у пожару који је 1965. избио у складишту студија Метро-Голдвин-Мејер, па се филм од тада сматра изгубљеним, заједно са стотинама других филмова овог студија. Ипак, Лондон после поноћи је остао један од најгледанијих филмова свог времена иако је касније постао изгубљен. Филмски историчари Вилијам Еверсон и Дејвид Бредли, тврде да су видели филм почетком 1950-их, а у попису складишта студија МГМ наводи се да је снимак био чуван у седмом трезору.
Браунинг је 1935. направио звучни римејк под насловом Знак вампира, са Белом Лугосијем у главној улози. И Еверсон и Бредли тврде да је Лондон после поноћи слабије остварење од Знака вампира, као и да би публика била разочарана да данас буде поново откривен. Године 2002. Тарнер класик мувиз објавио је реконструисану верзију у којој је покушан приказ оригиналне радње коришћењем оригиналног сценарија и промотивних фотографија које су сачуване.

## Радња
Једне ноћи, Роџер Балфор је пронађен мртав у својој кући у Лондону. Професор Едвард Берк, представник Скотланд јарда, констатује да је узрок смрти самоубиство, упркос противљењу Балфорових комшија и блиских пријатеља.
Пет година касније, Балфорове комшије посведочиле су чудној светлости која допире из његове виле, која је напуштена од његове смрти. Они примећују два створења налик вампирима, мушкарца са дугом косом, великим оштрим зубима и шеширом на глави, као и жену у дугој хаљини.

## Улоге
| Глумац           | Улога                                        |
| ---------------- | -------------------------------------------- |
| Лон Чејни        | професор Едвард К. Берк / „Човек са шеширом” |
| Марселин Деј     | Лусил Балфор                                 |
| Клод Кинг        | Роџер Балфор / „Странац”                     |
| Поли Моран       | госпођа Смитсон                              |
| Конрад Наџел     | Артур Хибс                                   |
| Една Тиченор     | Луна / „Девојка слепи миш”                   |
| Хенри Б. Волтхол | сер Џејмс Хамлин                             |
| Перси Вилијамс   | Вилијамс                                     |
| Енди Макленан    | шкотски инспектор                            |
| Џулс Каулс       | баштован                                     |
| Алан Каван       | трговац некретнинама                         |